# 使徒信經
使徒信經或宗徒信經（唐朝景教譯作師利海經），是基督宗教三大傳統《信經》之一。使徒信經被視為早期基督教會信仰的敘述，很可能寫於第一或二世紀的「辯士時期」，主要目的是要澄清信仰內容，特別是回應當時已被判为异端的諾斯底主義。《使徒信經》共有12句，分成3部分寫作。第一部分相信全能的天父，用來對抗馬吉安派。第二部分相信耶穌基督是真正的人也是真正的神，用來對抗義子說、幻影說、神格惟一論。第三部分相信聖神、教會、赦免及復活之恩，除了對抗神格惟一論外，也澄清諾斯底派靠知識得救的論點。
根據教會傳統，使徒們最後一次聚集在耶路撒冷，準備到世界各地傳福音，每人寫一條信仰原則，十二個使徒寫完後就握手分別，從此大家沒有機會再見面，一個一個為主殉道，一個一個被殺在遙遠的他鄉。雖然很多人以為使徒信經是由使徒寫成的，但後來證實使徒信經是在最後一位基督使徒聖約翰（或译“聖若望”）亡故後才逐漸編寫成現今的樣本，最早可追溯至250年以前辯士時期的信仰標準。之所以會被稱為使徒信經，是因其信仰中心是建立在基督使徒的教導上。
而使徒信經這個名詞則至八世紀才出現。現今，此信經通用的文本基本定型於6-7世紀。基本上除了东方礼教会（正教会、东方正统教会和東儀天主教會），大部分基督教教派如天主教會（羅馬大公教會）、拉丁礼正教會、聖公宗（安立甘宗）、信义宗（路德宗）和其他新教教教派都会在儀式裡頌念此經。
此信經並不像後來的《尼西亞信經》以及其他信經那樣進一步探討耶穌基督的本性。故此，在《尼西亞信經》闡明耶穌與父神本質相同此教義前，兩個被視為異端的亞流派和一位论派的許多教會人士也宣稱接受《使徒信經》。

## 版本

### 天主教
《宗徒信經》拉丁文版
Credo in Deum Patrem omnipotentem,

Creatorem caeli et terrae.

Et in Iesum Christum,

Filium eius unicum, Dominum nostrum,

qui conceptus est de Spiritu Sancto,

natus ex Maria Virgine,

passus sub Pontio Pilato,

crucifixus, mortuus, et sepultus,

descendit ad inferos, tertia die resurrexit a mortuis,

ascendit ad caelos,

sedet ad dexteram Dei Patris omnipotentis,

inde venturus est iudicare vivos et mortuos.

Credo in Spiritum Sanctum,

sanctam Ecclesiam catholicam,

sanctorum communionem,

remissionem peccatorum,

carnis resurrectionem et vitam aeternam.

Amen.
《宗徒信經》文言文版
我信全能者天主聖父，化成天地。

我信其唯一聖子、耶穌基利斯督我等主。

我信其因聖神降孕，生於瑪利亞之童身。

我信其受難，於般雀比拉多居官時，被釘十字架，死而乃瘞。

我信其降地獄，第三日自死者中復活。

我信其升天，坐於全能者天主聖父之右。

我信其日後從彼而來，審判生死者。

我信聖神。

我信有聖而公教會，諸聖相通功。

我信罪之赦。我信肉身之復活。我信常生。阿們。
《宗徒信經》白話文版
我信全能的天主父，天地萬物的創造者。

我信父的唯一子，我們的主耶穌基督。

我信祂因聖神降孕，由童貞瑪利亞誕生。

我信祂在比拉多執政時蒙難，被釘在十字架上，死而安葬。

我信祂下降陰府，第三日從死者中復活。

我信祂升了天，坐在全能天主父的右邊。

我信祂要從天降來，審判生者死者。

我信聖神。

我信聖而公教會，諸聖的相通。

我信罪過的赦免。

我信肉身的復活。

我信永恆的生命。阿們。

### 台灣基督長老教會（華語版）
我信上帝，全能的父，創造天地的主。
我信我主耶穌基督，上帝的獨生子。祂從聖靈感孕，由童貞女馬利亞所生，在本丟彼拉多手下受難，被釘於十字架，受死，埋葬，降在陰間，第三天從死人中復活，升天，坐在全能父上帝的右邊，將來必從那裏降臨，審判活人與死人。 
我信聖靈，聖而公的教會，聖徒的相通，罪的赦免，身體的復活，永遠的活命。阿們。

### 聖公宗
我信上帝，即全能之聖父，創造天地之主。我信其獨生之聖子，我主耶穌基督；我信耶穌為受聖靈感動之童貞女馬利亞所生；我信耶穌在本丟彼拉多手下遇難，被釘十字架，死而埋葬；我信其降至陰間，第三日從死復活；我信其升天，坐於全能之天主父之右；我信其日後必自彼處降臨，審判生人死人。我信聖靈；我信聖而公之教會，我信諸聖相通功；我信赦罪之恩；我信身死後必復活；我信永生。阿們。

### 信義宗（路德宗）
我信上帝，全能的父，創造天地的主。我信耶穌基督，上帝的獨生子，我們的主；因著聖靈成孕，從童女馬利亞所生；在本丟彼拉多手下遇難，被釘在十字架上，死了，葬了；下到陰間；第三天從死裏復活；後升天，坐在無所不能的父上帝的右邊；將來要從那裏降臨，審判活人、死人。我信聖靈；一聖基督教會，聖徒相通；罪得赦免；肉身復活；並且永生。阿們。

### 改革宗長老會
我信上帝全能的父，創造天地的主，
我信我主耶穌基督，是上帝的獨生子，因聖靈感孕，為童貞女馬利亞所生，在本丟彼拉多手下受難，被釘在十字架上，受死，埋葬，降在陰間；第三天從死裡復活，升天，坐在全能父上帝的右邊，將來必從那裡降臨，審判活人死人。
我信聖靈，我信聖而公之教會，我信聖徒相通，我信罪得赦免，我信身體復活，我信永生，阿們。 

### 浸信宗
我信上帝，全能的父，創造天地的主。
我信耶穌基督，上帝的獨生子，我們的主；因著聖靈成孕，從童女馬利亞所生；在本丟彼拉多手下遇難，被釘在十字架上，死了，葬了； 下到陰間；第三天從死裏復活；祂升天，坐在全能父上帝的右邊；將來必從那裏降臨，審判活人、死人。
我信聖靈；神聖大公教會，聖徒相通；
罪得赦免；肉身復活；並且永生。阿門。

### 《普天頌讚》
我信上帝，全能的父，創造天地的主。
我信我主耶穌基督，上帝獨生的子。因聖靈感孕，由童貞女馬利亞所生；在本丟彼拉多手下受難，被釘於十字架上，受死，埋葬；降在陰間；第三天從死人中復活；升天，坐在全能父上帝的右邊；將來必從那裡降臨，審判活人死人。 
我信聖靈。我信聖而公之教會。我信聖徒相通。我信罪得赦免。我信身體復活。我信永生。阿們。
普天頌讚1936年版本並沒有在詩集封底附印使徒信經，卻有一首使徒信經的詩歌，內容與普天頌讚1977年版本的使徒信經一致。可見，普天頌讚1936年版本的使徒信經中文翻譯本，在中國教會界之中已得極高的認受性，才能被收編入普天頌讚之中。
2007年的普天頌讚曾出現文筆之誤，使徒信經其中一句『我信我主耶穌基督，上帝獨生的子。』誤刊為：『我信我耶穌基督，上帝的獨生子。』翁社長上任後，積極修正，其後的版本再無此錯失。

### 中国基督教协会
我信上帝，全能的父，创造天地的主；我信我主耶稣基督，上帝独生的子；因聖靈成孕，由童贞女马利亚所生；在本丢彼拉多手下受难，被钉于十字架，受死，埋葬；降在阴间，第三天从死人中复活；升天，坐在全能父上帝的右边；将来必从那里降临，审判活人死人。我信圣灵；我信聖而公之教會；我信圣徒相通；我信罪得赦免；我信身体复活；我信永生。阿们。

### 台灣話
中華基督教會版
我信全能的父上帝，創造天地的主宰。又信祂獨生的子，咱的主耶穌基督：祂由聖神的權能投胎，由童貞女馬利亞出世；在本丢彼拉多手下受苦，釘十字架，死，埋葬，落陰府；第三日由死人的中間再起來，然後升天；現在坐於全能的父上帝的右邊；要再自彼來，審判活人死人。我信聖神，又信攏總的聖徒合做一個聖會，攏總有相通，得着赦免罪過，得着身軀由死再起來，得着永遠活。心正所願。

台灣基督長老教會（台語漢字版）
我信上帝，全能的父，創造天、地的主宰。
我信耶穌基督，上帝的獨生子，咱的主。祂對聖神投胎，對在室女馬利亞出世，佇本丟彼拉多任內受苦，釘十字架，死，埋葬，落陰府，第三日對死人中閣(koh)活，上(chiūⁿ)天，今(taⁿ)坐佇全能的父上帝的大旁，祂欲對遐(hia)閣來審判活人及死人。
我信聖神，聖閣公同的教會，聖徒的相通，罪的赦免，肉體的閣活，永遠的活命。阿們。

## 外部連結
- 使徒信經（繁中版） （页面存档备份，存于）
- 使徒信经（簡中版） （页面存档备份，存于）